# L'Arbre rouge
L'Arbre rouge est un tableau peint par Francis Picabia vers 1912. Cette huile sur toile représente un arbre rouge. Un temps la propriété de Guillaume Apollinaire, elle est aujourd'hui conservée au musée national d'Art moderne, à Paris.

## Expositions
- Salon de la Section d'Or, Paris, 1912 — n°131, 132 ou 135.
- Apollinaire, le regard du poète, musée de l'Orangerie, Paris, 2016 — n°94.
- Le Cubisme, Centre national d'art et de culture Georges-Pompidou, Paris, 2018-2019.